# Cavalese
Cavalese (en alemán Gablöss), es un municipio de 3.665 habitantes de la provincia de Trento en Italia, una estación de esquí y el centro principal de Val di Fiemme. Situado a 1000 m s. n. m., es una localidad turística, animada en invierno por las cercanas pistas de esquí, y apreciada en verano por los sugerentes paisajes y su tranquilidad. Ha sido el lugar donde han ocurrido dos grandes accidentes de teleférico, uno en 1976 y otro en 1998.

## Evolución demográfica
| Gráfica de evolución demográfica de Cavalese entre 1861 y 2001 |
|                                                                |
| Fuente ISTAT - elaboración gráfica de Wikipedia                |

## Deportes
El 4 de junio de 1997 la 18.ª etapa del Giro de Italia 1997, una contrarreloj individual, concluyó en Cavalese con la victoria del ucraniano Serhiy Honchar.

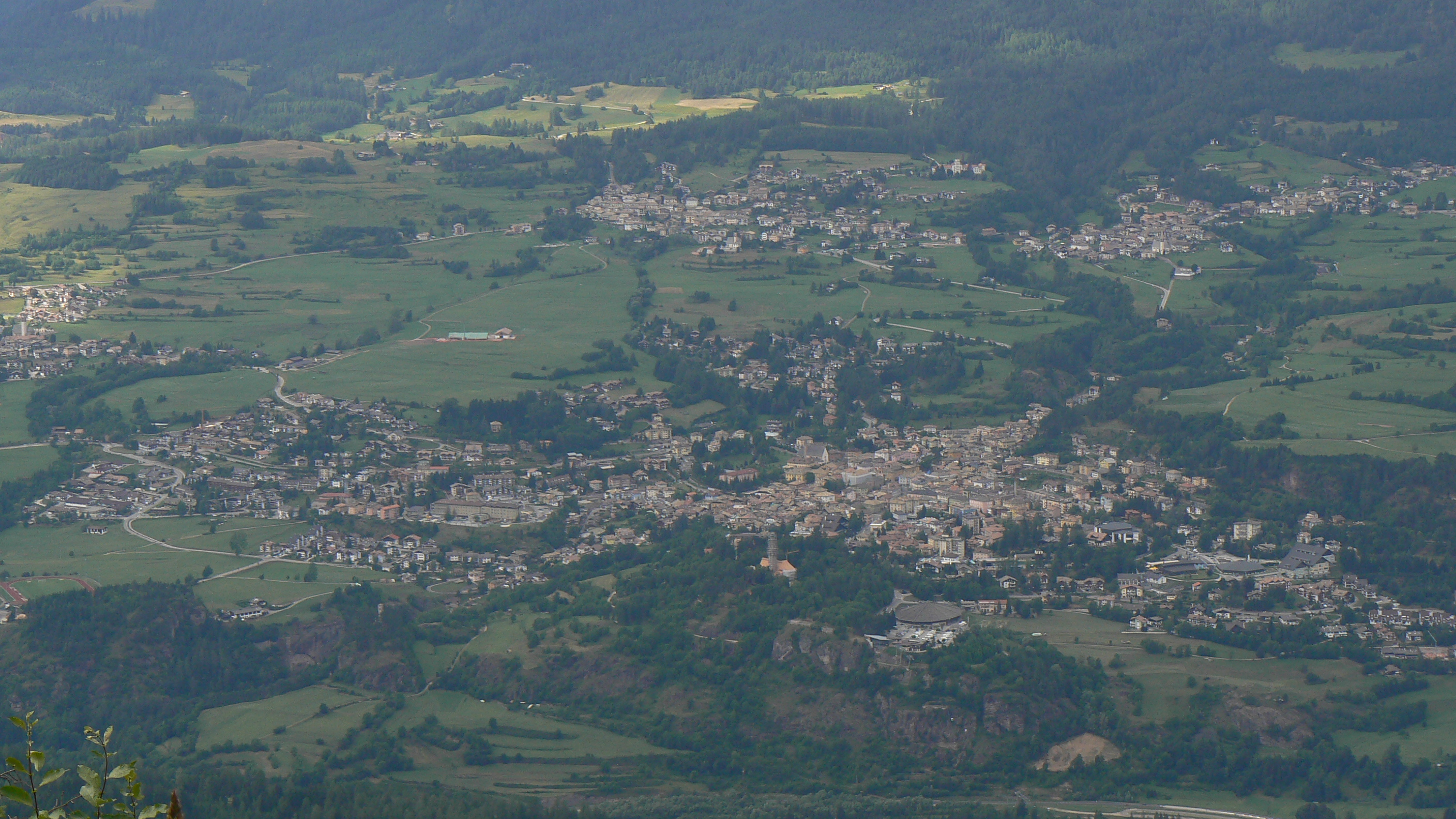
Panorama de Cavalese.